# Херил
Херил (др.-греч. Χοιρίλος; умер ок. 400 г. до н. э.) — древнегреческий эпический поэт-трагик, основоположник направления исторических эпических произведений.

## Биография
Родился на о. Самос. Принимал участие в соревнованиях с Эсхилом, Фринихом, Софоклом; по преданию одержал 13 побед на Великих дионисиях. Сопровождал в походах спартанского полководца и флотоводца Лисандра. Затем по приглашению Архелая Македонского жил при его дворе в Пелле, где встретился с Еврипидом и художником Зевксисом. Здесь же Херил и скончался.

## Творчество
Херил был первым известным в настоящее время поэтом Древней Греции, который использовал для создания своих поэм исторические сюжеты, а не мифологические рассказы о жизни древнегреческих богов и героев. Так, в поэме «Персика», написанной в размере гекзаметра, Херил воспел победу афинян над войсками персидского царя Ксеркса I. Таким образом, Херила можно считать создателем исторического эпоса; его произведения служили образцом для многих поэтов вплоть до поздней античности. Ни одна из трагедий Херила до настоящего времени не сохранилась.

## Изображение
На двойной герме, хранящейся в Неаполе, изображены два человека, один из них, видимо — Херил.